# Friedl Schlichtinger
Friedl Schlichtinger (* 3. Juli 1911 in Regensburg; † 26. März 1965 ebenda) war eine deutsche Politikerin (SPD).

## Leben
Schlichtinger besuchte die Mädchenoberschule und die Frauenfachschule in Regensburg sowie die Soziale Frauenschule in München. 1933 legte sie das Staatsexamen für Wohlfahrtspflegerinnen ab. Nach der Zeit als Wolfahrtspraktikantin in Regensburg von 1928 bis 1931 arbeitete sie seit 1935 als Wohlfahrtspflegerin im Eisenbahndienst, seit 1945 leitete sie die Bezirksfürsorgestelle bei der Eisenbahndirektion Regensburg. Schlichtinger war Mitbegründerin der Regensburger SPD und wurde 1945 und 1948 in den Regensburger Stadtrat gewählt. Sie gehörte ein halbes Jahr lang dem Bayerischen Landtag an: Am 30. Mai 1950 rückte sie für den verstorbenen Christian Endemann ins Parlament nach, die erste Wahlperiode endete am 26. November. Schlichtinger war damit der erste weibliche SPD-Abgeordnete im Bayerischen Nachkriegslandtag.
Ab 1946 baute Schlichtinger die Arbeiterwohlfahrt im Regierungsbezirk Niederbayern-Oberpfalz wieder auf. Von 1946 bis 1950 war sie erste Bezirksvorsitzende in Niederbayern-Oberpfalz und Mitglied des Landesvorstandes.